# Bure JU
| JU ist das Kürzel für den Kanton Jura in der Schweiz. Es wird verwendet, um Verwechslungen mit anderen Einträgen des Namens Bure zu vermeiden. |

Bure ist eine politische Gemeinde im Bezirk Porrentruy des Kantons Jura in der Schweiz. Der frühere deutsche Name Burnen wird heute nicht mehr verwendet.

## Geographie

Historisches Luftbild von Werner Friedli (1910–1996) vom 12. September 1950

Bure liegt auf 587 m ü. M., 6 km nordwestlich des Bezirkshauptorts Porrentruy (Luftlinie). Das Bauerndorf erstreckt sich auf der Tafeljurahochfläche der westlichen Ajoie, nahe der Grenze zu Frankreich.
Die Fläche des 13,7 km² grossen Gemeindegebiets umfasst die offene, leicht gewellte Hochfläche der Ajoie westlich des Allaine-Tals. Der höchste Punkt der Gemeinde befindet sich auf dem Haut Mont (633 m ü. M.). Den Westen des Gemeindegebietes nehmen grössere Wälder (Le Rondat und Bois de Bure) ein. Nach Norden senkt sich die Landschaft zur Mulde des Trockentals Grande Valle. Von der Gemeindefläche entfielen 1997 9 % auf Siedlungen, 29 % auf Wald und Gehölze, 52 % auf Landwirtschaft, und knapp 10 % waren unproduktives Land, das zum Waffenplatz von Bure gehört.
Zu Bure gehören der Weiler Le Paradis, 618 m ü. M., auf einer Anhöhe an der Grenze zu Frankreich, und mehrere Einzelhöfe. Nachbargemeinden von Bure sind Basse-Allaine, Courchavon, Porrentruy, Courtedoux, Haute-Ajoie und Fahy im Kanton Jura sowie Croix und Villars-le-Sec im angrenzenden Frankreich.

## Bevölkerung
Mit 631 Einwohnern (Stand 31. Dezember 2023) gehört Bure zu den mittelgrossen Gemeinden des Kantons Jura. Von den Bewohnern sind 98,0 % französischsprachig, 1,9 % deutschsprachig und 0,1 % italienischsprachig (Stand 2000). Die Bevölkerungszahl von Bure belief sich 1850 auf 798 Einwohner, 1900 auf 607 Einwohner. Im Verlauf des 20. Jahrhunderts pendelte die Einwohnerzahl stets im Bereich zwischen 560 und 680 Personen.

## Wirtschaft
Bure ist dank der fruchtbaren Böden in der Umgebung immer noch landwirtschaftlich geprägt. 1968 wurde der Armeewaffenplatz Bure eröffnet, dessen Errichtung zuvor heftig umstritten war. Die militärischen Anlagen bieten heute zahlreichen Bewohnern einen Arbeitsplatz, so dass der Abwanderungstrend weitgehend gestoppt werden konnte. Im Weiteren gibt es noch einige Arbeitsplätze im lokalen Kleingewerbe.

## Verkehr
Bure ist an die Autobahn A16 (Boncourt – Biel) angeschlossen. Das Dorf selbst und die Höhe von Bure werden in einem 3 km langen Tunnel unterquert. Im Norden der Ortschaft wird sie durch die "Ausfahrt 02 Bure" erschlossen. Bure ist durch den Postautokurs 71 nach Porrentruy an den öffentlichen Verkehr angeschlossen.
Es gibt zwar eine Bahnstrecke von Courtemaîche nach Bure, die den Waffenplatz von Bure mit der Bahnstrecke Delémont–Delle verbindet, auf dieser Strecke findet aber kein öffentlicher Personenverkehr statt.

## Geschichte
Erstmals wird das Dorf 1139 als Bures in einer Urkunde von Papst Innozenz II. erwähnt, der dem Kloster Saint-Ursanne Grundbesitz in Bure bestätigt. In der Folgezeit erscheinen auch die Namen Bür, Burn (1236) und Burris (1461). Bure teilte die wechselvolle Geschichte der Ajoie, die 1271 zum ersten Mal an das Fürstbistum Basel kam. Das Dorf war vom 16. bis zum 18. Jahrhundert Hauptort des gleichnamigen Meieramtes (mairie). Während des Dreissigjährigen Krieges wurde das Dorf in Mitleidenschaft gezogen. Von 1793 bis 1815 gehörte Bure zu Frankreich und war anfangs Teil des Département du Mont-Terrible, ab 1800 mit dem Département Haut-Rhin verbunden. Durch den Entscheid des Wiener Kongresses kam der Ort 1815 an den Kanton Bern und am 1. Januar 1979 an den neu gegründeten Kanton Jura.

## Sehenswürdigkeiten
Die Pfarrkirche Saint-Armand stammt zur Hauptsache aus der Zeit von 1681 bis 1683, besitzt aber noch den Turm des Vorgängerbaus von 1454. Der Hauptaltar von 1733 ist ein Werk der Gebrüder Breton aus Boncourt. Südlich an die Kirche grenzt das ehemalige Pfarrhaus an, das 1749 erbaut wurde. Drei Glöckner lassen noch manuell die Glocken läuten, was 2022 einzigartig ist. Im Weiler Le Paradis steht die 1860 errichtete und 1971 renovierte Votivkapelle Notre-Dame-des-Ermites.

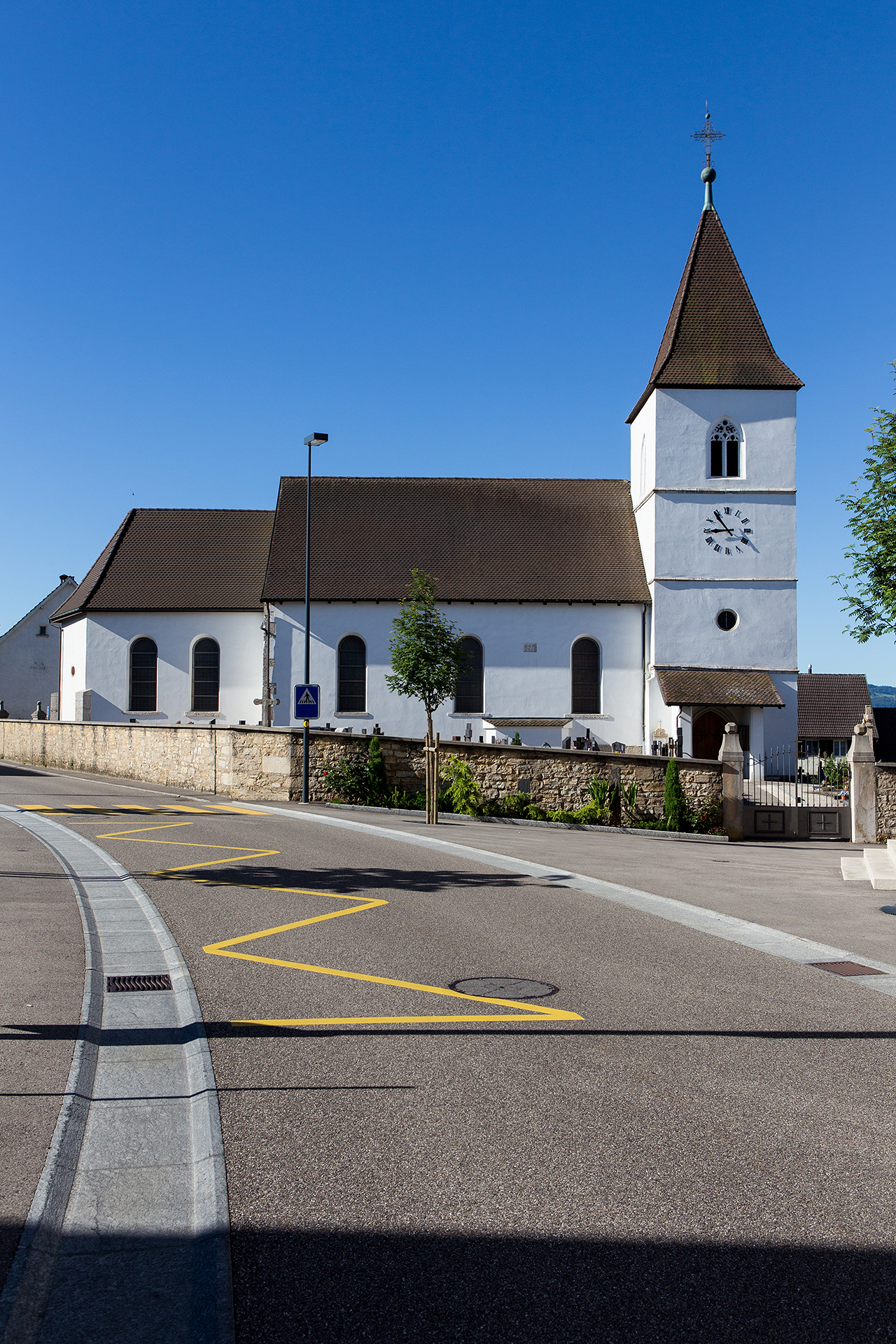
Kirche
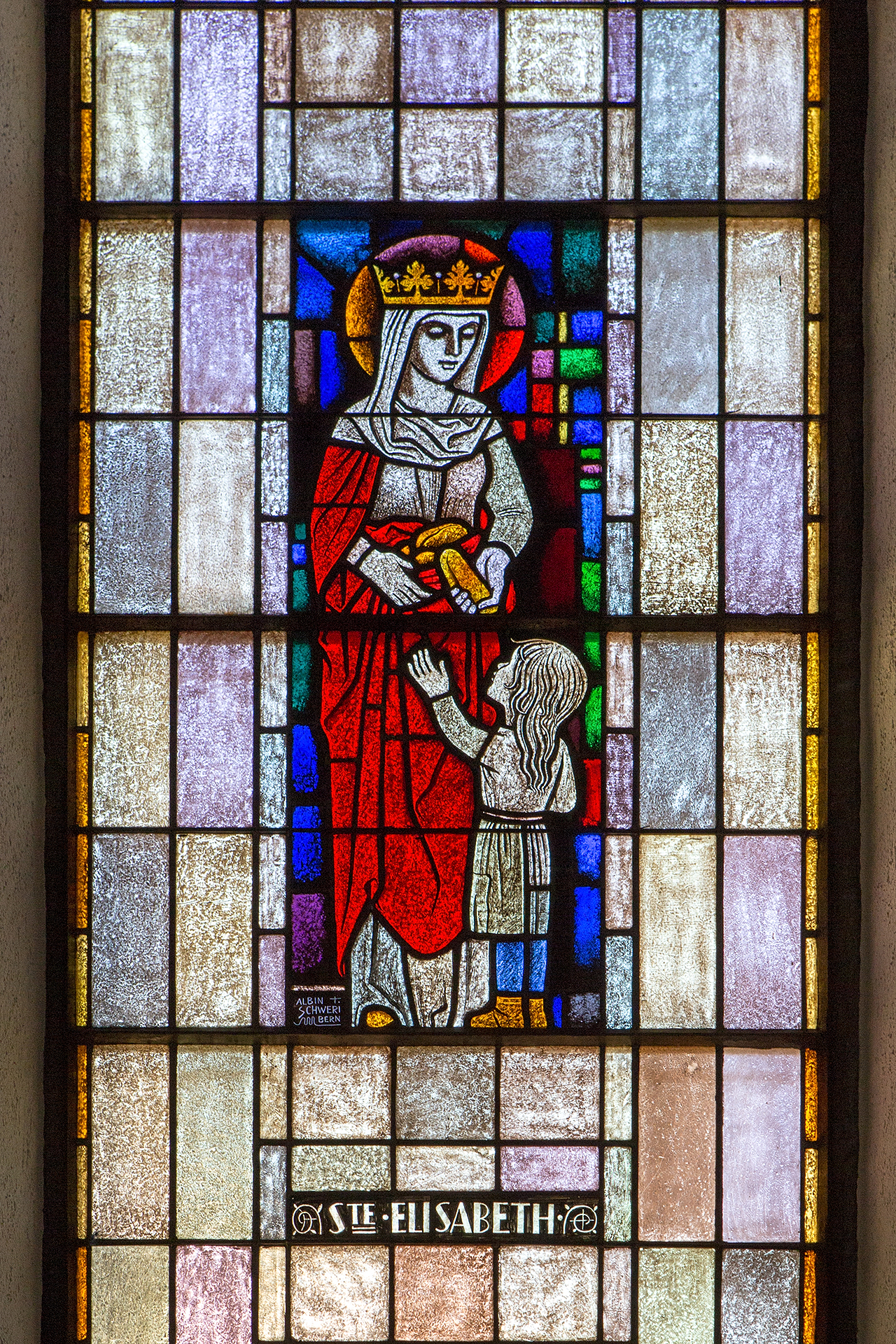
Kirchenfenster
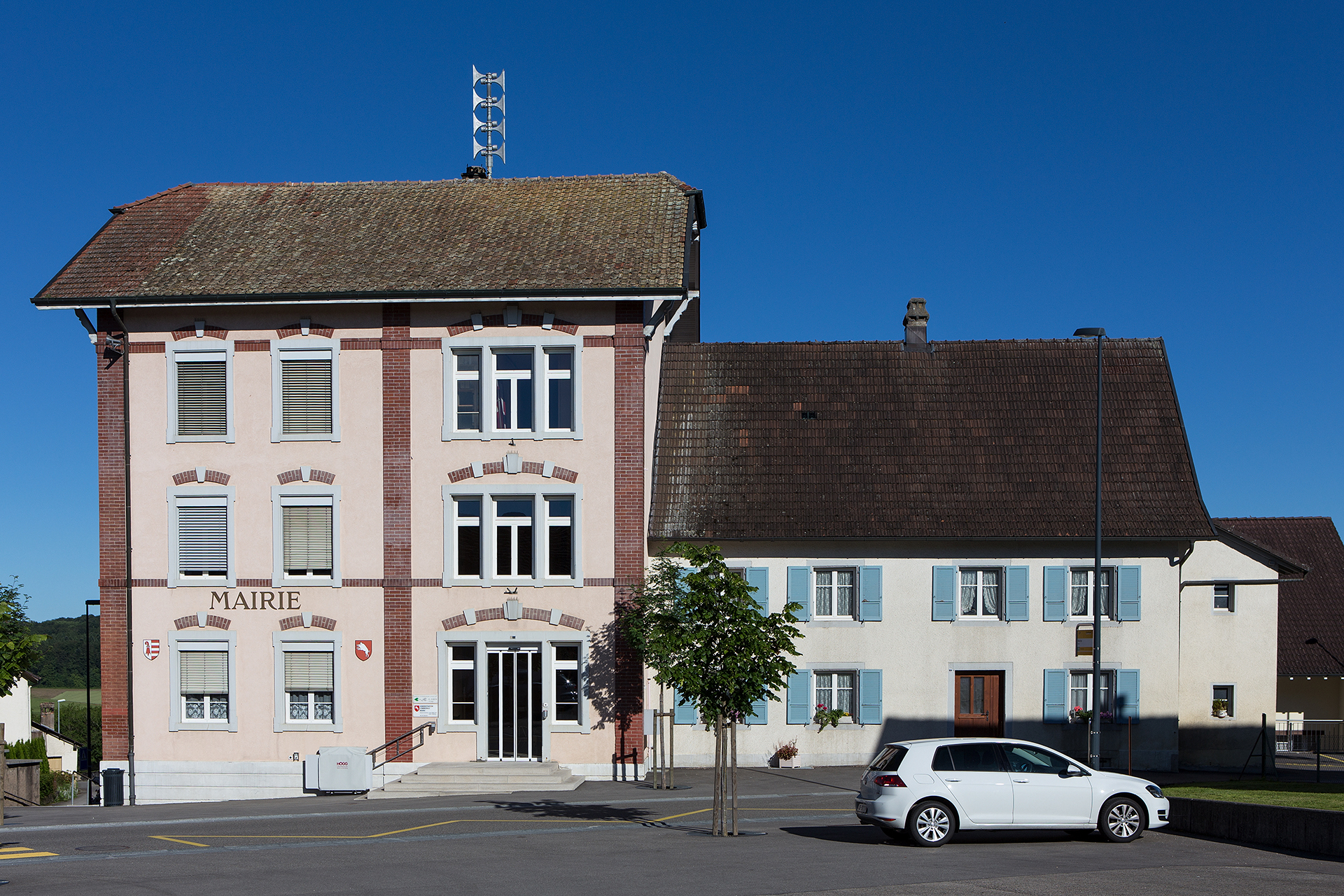
Gemeindehaus
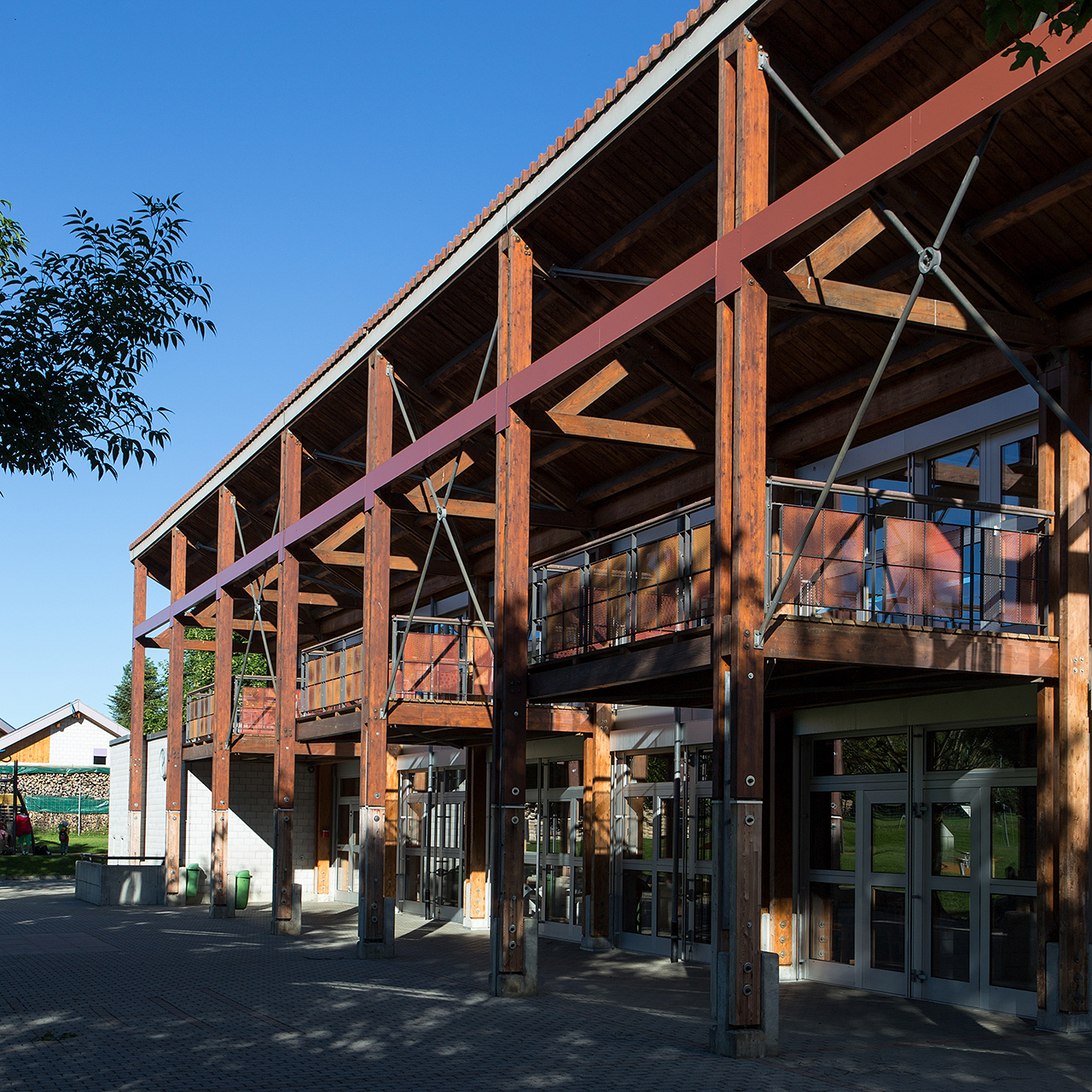
Schulhaus
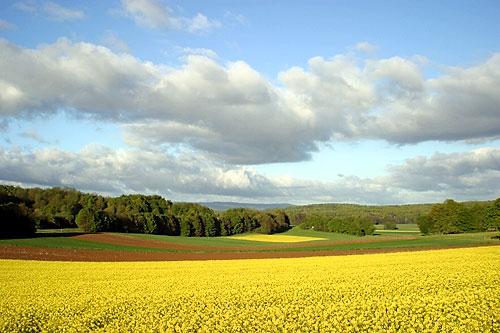
Hochfläche der Ajoie bei Bure